# Esquema de Treino Aéreo do Império
O Esquema de Treino Aéreo do Império foi uma política para treinar pilotos para a Real Força Aérea Australiana, para uma eventual transferência para a Real Força Aérea durante a Segunda Guerra Mundial. Este esquema foi planeado devido ao facto de que, no início da guerra, o Império Britânico não conseguir formar pilotos suficientes para as suas necessidades bélicas na Europa. Esquemas semelhantes foram postos em prática nas outras possessões ultramarinas britânicas, como o Canadá e a Nova Zelândia.